# Castillo de Subirats
El castillo de Subirats se alza a 300 metros de altitud sobre la llanura del Panadés en una muy buena situación estratégica.
Documentos históricos del siglo X hablan del castillo como parte del sistema defensivo del Panadés. Posteriormente fue ampliado en varias etapas. Probablemente su conocida torre del homenaje se construyó en el siglo XI. Los historiadores A. Mauri y M. Soler señalan que probablemente fue derruido durante la Guerra de los Segadores, 1640-1652, cuando fue tomado por D. Pedro Fajardo, marqués de los Vélez hacia el año 1641. De este conjunto tan imponente, que ocupaba toda la cumbre, sólo queda en pie parte de la muralla de levante, parte de la construcción llamada baluarte y parte del núcleo principal.

## Ubicación
El castillo de Subirats se localiza en el extremo oriental de la comarca del Panadés. Subirats es el término municipal de mayor extensión de toda la comarca y se encuentra entre los núcleos de Villafranca del Panadés (al oeste) y San Sadurní de Noya (al norte). Los restos correspondientes al castillo se extienden a lo largo de un pequeño espolón alargado de roca caliza que queda levantado entre el valle y la planicie del Panadés. El conjunto se alza junto a la iglesia de Sant Pere del Castell, o santuario de la Verge de la Fontsanta, y se accede desde la carretera BP-2427 de San Sadurní de Noya en San Pablo de Ordal por un desvío hacia el norte desde el núcleo urbano de Els Casots. Por otra parte, se encuentra alineado con el cercano castillo de Gelida, que queda más al NE, teniendo más hacia el norte la llamada Torre Ramona. En 2004 un proyecto de restauración y consolidación sobre los restos incluyó la torre del homenaje además de los recintos anexos a ésta, pero también de los restos del denominado baluarte y la muralla oriental del castillo.

## Historia del conjunto
El castillo de Subirats representa, a inicios del siglo X, un punto clave en la defensa de la frontera de la Marca del Panadés. Es la fortaleza cristiana más avanzada en un territorio bajo la amenaza musulmana constante. Pero una vez que la frontera enemiga retrocede al sur, el castillo pasará a tener otras funciones específicas de acuerdo con las circunstancias políticas, económicas y sociales venidas con los nuevos cambios.
No hay duda de que el castillo tiene una antigüedad que va más allá de los diez siglos, pues ya en fecha tan remota como es el año 917 comparece la concesión hecha al monasterio de San Cugat del Vallés por los hermanos Ermenard y Udalard, hijos del difunto Udalard. En un testamento de Mir Geribert, del 1060, consta una donación a «sanctum Petrum de castro Subiradz» y claramente se informa sobre esta posesión, junto con la mitad del castillo de Lavit, etc.
El 10 de marzo de 1368, el rey Pedro IV de Aragón dio al niño Martín (el futuro Martín I de Aragón), entre otras pertenencias, la villa de Piera y los castillos y lugares de Subirats y San Martín Sarroca, con la condición que si llegaba a ser rey volvieran al soberano, pero no que obtenga mujer. El noble Ramón Alamany de Cervelló obtuvo este castillo en 1377. Con fechas 27 de diciembre de 1553 (siendo príncipe de Asturias y de Gerona) y 13 de julio de 1559 (siendo rey), Felipe II de España confirmó el privilegio del 10 de diciembre de 1493. El 26 de octubre de 1568, la condesa de Aitona, heredera de su padre Francisco Gralla y Desplà, mandó hacer cesión, por cuenta de la universidad de Subirats y parroquias, de determinada cantidad monetaria que le entregaron los habitantes; de modo que continuaron estos absolutamente sujetos a la jurisdicción real. El castillo fue derribado en la Guerra dels Segadors, por el marqués de los Vélez. Por Real sentencia del 27 de noviembre de 1699, se declaró que no había más diezmadores universales de la universidad y las parroquias de Subirats que la Corona.

## Imágenes

Castillo de Subirats
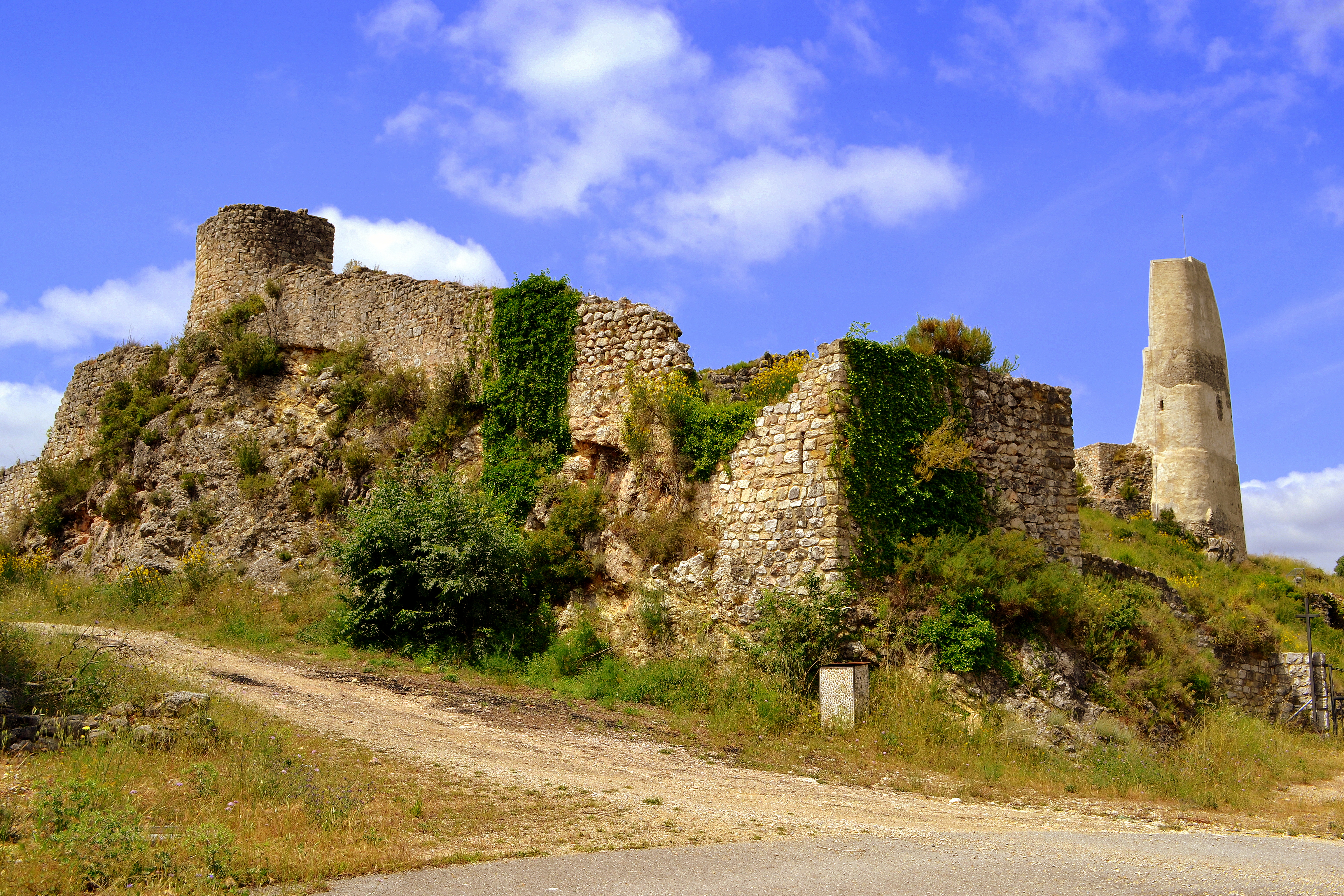
Restos de la muralla y torre.
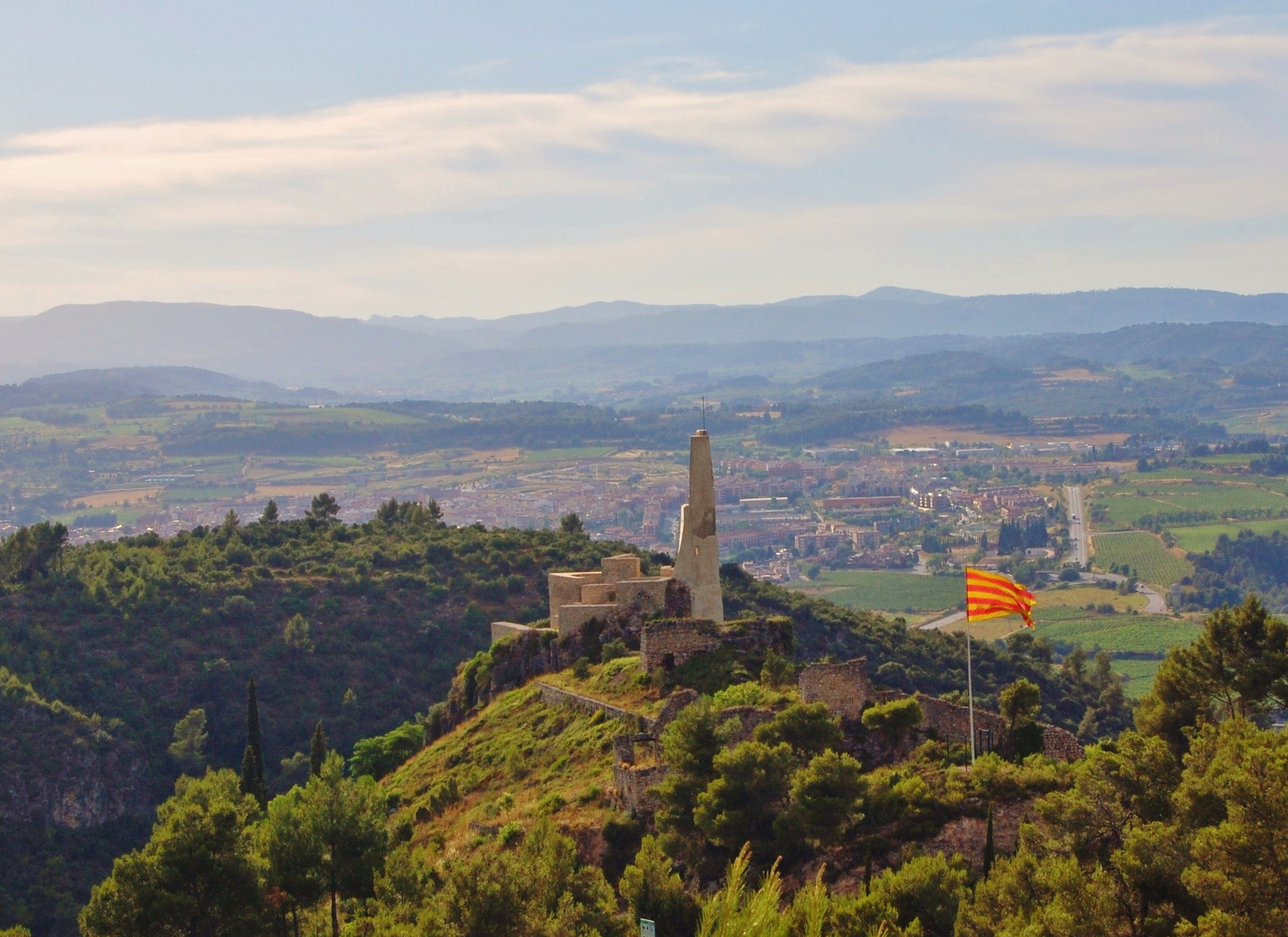
Vista del conjunto.
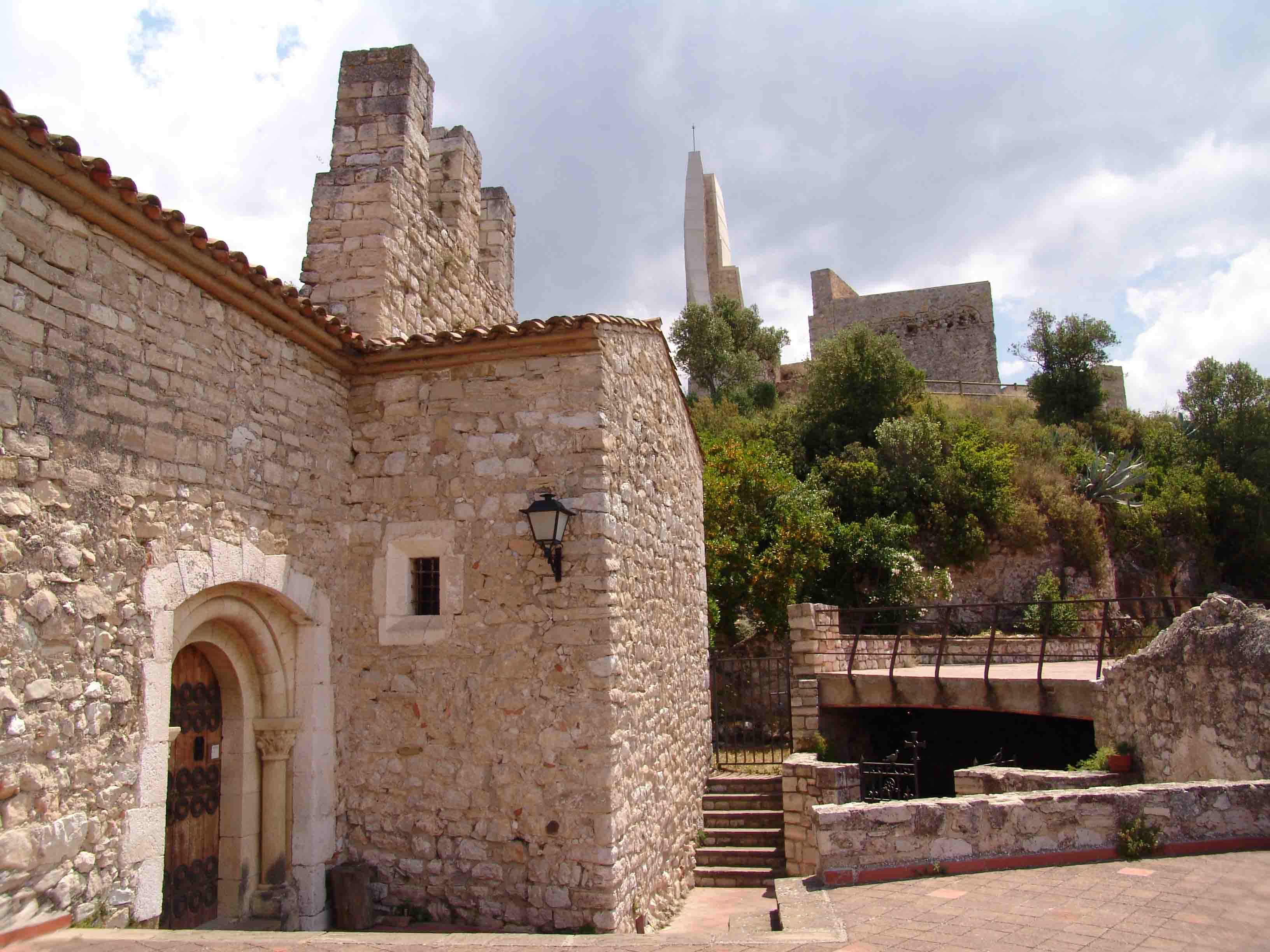
Vista del Santuario con el castillo al fondo